# Källarholmen, Ekeby socken

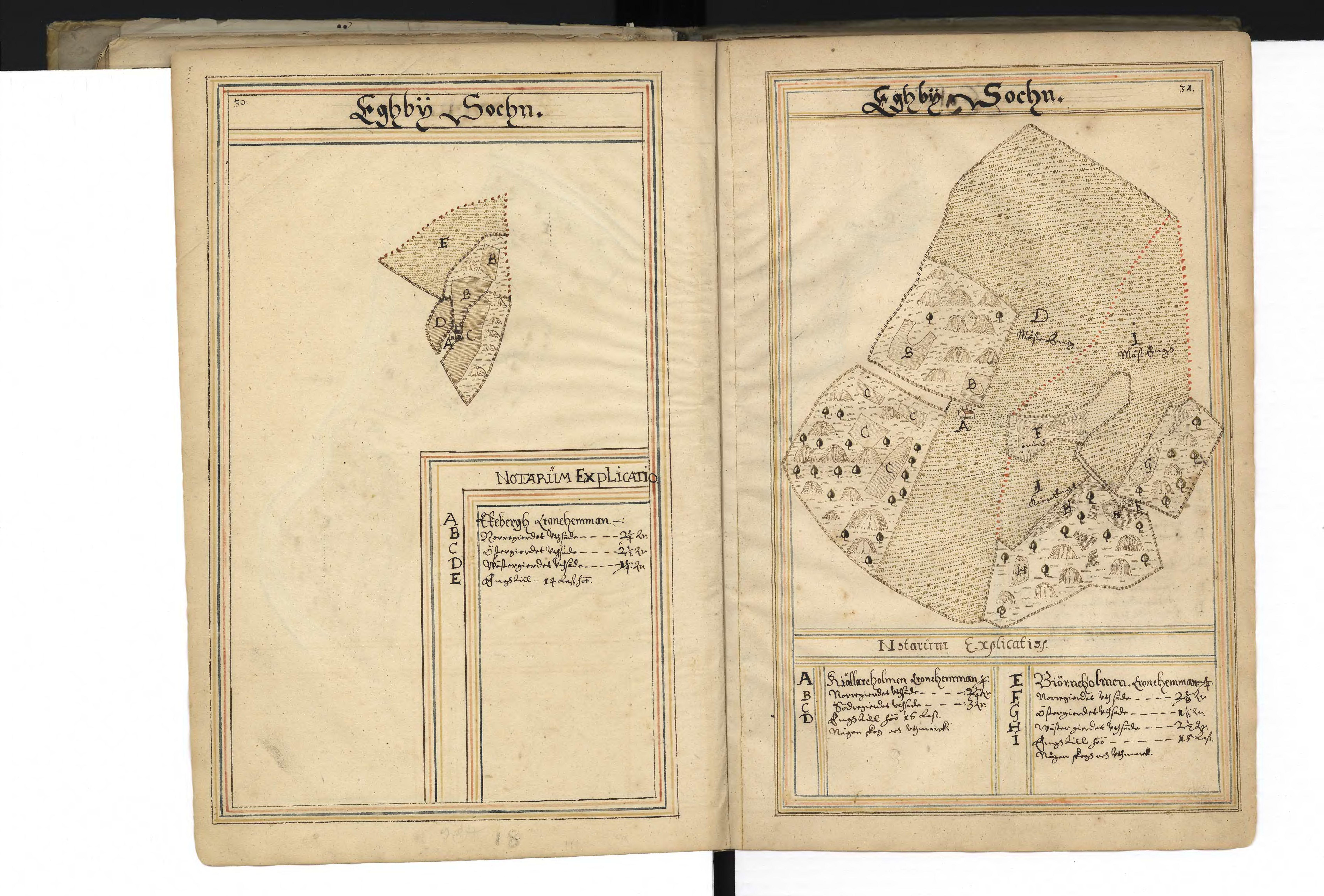
Källarholmen i Ekeby socken, år 1638.

Källarholmen är en gård från åtminstone 1600-talet i Ekeby socken, Boxholms kommun.

## Historik
Källarholmen är en gård från åtminstone 1638 i Ekeby socken, Boxholms kommun som bestod av 1⁄4 hemman. Gården Källarholmen södra ägdes av Emil Herbert Karlsson och köptes 1939 av Carl David Lilja.
Gården kom att delas upp i Källarholmen norra och Källarholmen södra.

## Byggnader
Den nuvarande huvudbyggnaden uppfördes 1890 och ekonomibyggnaden uppfördes 1940.

### Backstugor och torp
På gården har det även funnits ett flertal torp och backstugor vid namn Källhem och Eriksberg. Torpmärkning utfördes på Källhem och Eriksberg 2001.